# Never Gonna Leave This Bed
Never Gonna Leave This Bed – ballada pop-rockowa stworzona na trzeci album studyjny amerykańskiej grupy muzycznej Maroon 5 pt. Hands All Over (2010). Wyprodukowany przez Roberta Johna „Mutta” Lange’a, utwór wydany został jako trzeci singel promujący krążek dnia 5 lutego 2011 roku.

## Teledysk
Wkrótce po premierze singla, 8 lutego 2011 roku, teledysk promujący utwór wydany został za pośrednictwem sklepu online iTunes Store. Premiera telewizyjna klipu miała miejsce trzy dni wcześniej na antenie amerykańskiej stacji muzycznej VH1.
W klipie frontman Maroon 5, Adam Levine, zostaje ukazany ze swoją dziewczyną, modelką Anne Vyalitsyną, w trzech różnych sceneriach, w sytuacjach intymnych.

## Lista utworów singla
Promo CD
1. „Never Gonna Leave This Bed” – 3:16
2. „Never Gonna Leave This Bed” (Serban Pop Mix) – 3:16

## Pozycje na listach przebojów
| Kraj/region        | Notowanie (2011)              | Wydawca           | Najwyższa pozycja |
| ------------------ | ----------------------------- | ----------------- | ----------------- |
| Belgia ( Flandria) | Ultratip 30                   | Ultratop          | 14                |
| Francja            | Top 100 Singles               | SNEP              | 82                |
| Holandia           | Dutch Top 40                  | MegaCharts        | 29                |
| Słowacja           | Top 100 Singles               | IFPI              | 61                |
| Stany Zjednoczone  | Adult Contemporary            | Billboard         | 17                |
| Stany Zjednoczone  | Adult Pop Songs               | Billboard         | 4                 |
| Stany Zjednoczone  | Billboard Hot 100             | Billboard         | 55                |
| Stany Zjednoczone  | Top 40 Mainstream (Pop Songs) | Billboard         | 27                |
| Turcja             | Top 20 Singles                | Billboard Türkiye | 1                 |
| Węgry              | Top 40 Airplay                | MAHASZ            | 29                |